# Callian (Gers)
 Callian  (en occitano Calhan) es una población y comuna francesa, ubicada en la región de Mediodía-Pirineos, departamento de Gers, en el distrito de Auch y cantón de Vic-Fezensac.

## Demografía
| 91 | 78 | 67 | 60 | 59 | 50 |
| Para los censos de 1962 a 1999 la población legal corresponde a la población sin duplicidades (Fuente: INSEE [Consultar]) |    |    |    |    |    |